# 徐洪燦
徐 洪燦（徐 鴻賛、ソ・ホンチャン、朝鮮語: 서홍찬）は、朝鮮民主主義人民共和国の軍人、政治家。朝鮮労働党中央軍事委員会委員、朝鮮労働党中央委員会委員、人民武力省第1副相、同省後方総局長。朝鮮人民軍戦略ロケット軍政治委員などを歴任した。朝鮮人民軍における軍事称号（階級）は大将。

## 経歴
生年月日や出生地など詳しいことはわかっていない。2009年に最高人民会議第12期代議員に選出された。2013年5月に中将に昇進し、戦略ロケット軍政治委員に就任した。同年9月には上将に昇進した。同年11月には人民武力省第1副部長に任命された。2014年に全秉浩元朝鮮労働党書記の国家葬儀委員会委員に選出された。2015年11月には李乙雪元国防委員会委員、同年12月には金養建党中央委員会政治局委員の国家葬儀委員会委員に選出された。
2016年5月11日に開かれた、朝鮮労働党中央委員会第7期第1回総会で朝鮮労働党中央軍事委員会委員、朝鮮労働党中央委員会委員に選出された。同年11月25日に死去したキューバのフィデル・カストロ前国家評議会議長の弔問の為キューバを訪問した。2017年には大将に昇進した。
2021年1月5日から開催された朝鮮労働党第8次大会で中央委員会委員に選出されたが、1月10日に開催された党中央委員会第8期第1回総会で朝鮮労働党中央軍事委員会委員から脱落した。

## 参考サイト
- 북한정보포털

| 先代全昌復 | 朝鮮人民軍後方総局総局長2013年 - | 次代現職 |

| 先代全昌復 | 人民武力省第1副相2013年 - | 次代現職 |